# Love you like a love song
Love You like a Love song is een lied van de Amerikaanse band Selena Gomez & the Scene. Het is de tweede single van hun derde album When the Sun Goes Down (2011). De single is uitgebracht op 17 juni 2011.

## Hitnotering
| Nummer | 44 | 25 | 15 | 17 | 16 | 23 | 22 | 19 | 24 | 27 | 38 | 42 | 48 |